# Halcampa
Halcampa is een geslacht van zeeanemonen uit de klasse van de Anthozoa (bloemdieren).

## Soorten
- Halcampa abtaoensis Carlgren, 1959
- Halcampa arctica Carlgren, 1893
- Halcampa capensis Carlgren, 1938
- Halcampa chrysanthellum (Peach in Johnston, 1847)
- Halcampa crypta Siebert & Hand, 1974
- Halcampa decemtentaculata Hand, 1955
- Halcampa duodecimcirrata (Sars, 1851)
- Halcampa medusophila Graeffe, 1884
- Halcampa octocirrata Carlgren, 1927
- Halcampa vegae Carlgren, 1921